# Éthosuximide
L'éthosuximide est un antiépileptique de la famille des succinimides (C7H11NO2). Il sert à traiter l'épilepsie de type absence. Il agit sur le système nerveux central. On le trouve principalement sous le nom de Zarontin. Il est distribué au Canada par la compagnie ERFA Canada 2012 Inc. Zarontin est disponible en capsules (gel orangé) et en sirop.
Les effets secondaires sont généralement minimes. Les effets secondaires courants comprennent la perte d'appétit, des douleurs abdominales, de la diarrhée et une sensation de fatigue. Les effets secondaires graves comprennent des idées suicidaires, une diminution des cellules sanguines et un risque d'induction de lupus érythémateux. On ne sait pas si l'utilisation pendant la grossesse ou sous l'âge de trois ans est sans danger pour le bébé.
L'éthosuximide fait partie de la famille des succinimides. Son mode d'action n'est pas encore totalement élucidé.
L'éthosuximide a été approuvé pour un usage médical aux États-Unis en 1960. Il figure sur la liste des médicaments essentiels de l'Organisation mondiale de la santé (les médicaments les plus sûrs et les plus efficaces dont tout système de santé ait besoin). L'éthosuximide est disponible en tant que médicament générique. En 2019, sa disponibilité était limitée dans de nombreux pays avec des préoccupations de fixation des prix aux États-Unis. 

## Mises en garde
En raison des problèmes hépatiques ou rénaux qu'il peut causer, des bilans sanguins et urinaires doivent être pratiqués régulièrement.
Comme tout médicament antiépileptique, il ne faut jamais l'arrêter du jour au lendemain mais progressivement. Un arrêt brusque pourrait entraîner une recrudescence des crises, voire une aggravation des crises.

## Effets secondaires
L'éthosuximide peut entraîner certains de ces effets secondaires :
- troubles du système digestif : anorexie, nausées, vomissements ;
- troubles sanguins : leucopénie, agranulocytose, pancytopénie, anémie aplastique, éosinophilie ;
- troubles nerveux : somnolence, céphalées, vertiges, ataxie ;
- troubles psychiatriques ;
- troubles cutanés : urticaire, rash érythémateux, syndrome de Stevens-Johnson ;
- ainsi que l'exacerbation possible d'épilepsie à crises généralisées ou partielles.

Remarque : Inducteur d'anticorps anti-phospholides.

## Conduite d'un véhicule / utilisation de machine
Du fait des risques de somnolence, de vertige dus à l'éthosuximide, il est déconseillé de conduire une voiture (ou tout véhicule motorisé) ainsi que d'utiliser une machine.

## Divers
L'éthosuximide fait partie de la liste des médicaments essentiels de l'Organisation mondiale de la santé (liste mise à jour en avril 2013).

## Stéréochimie
L'éthosuximide est un médicament chiral avec un stéréocentre. Au plan thérapeutique, on utilise le racémate, le mélange 1: 1 des isomères ( S ) et ( R ).
| Énantiomères de l'éthosuximide | Énantiomères de l'éthosuximide |
| ------------------------------ | ------------------------------ |
| CAS-Nummer: 39122-20-8         | CAS-Nummer: 39122-19-5         |